# كوتارو إيساكا
كوتارو إيساكا (باليابانية: 伊坂幸太郎)‏ (25 مايو 1971 في ماتسودو، تشيبا - ) روائي من اليابان.

## روابط خارجية
- كوتارو إيساكا على موقع IMDb (الإنجليزية)
- كوتارو إيساكا على موقع قاعدة بيانات الفيلم (الإنجليزية)
- كوتارو إيساكا على موقع كينوبويسك (الروسية)